# 黒坂莉那
黒坂 莉那（くろさか りな、2003年4月4日 - ）は日本の元ファッションモデル、元女優。青森県南部地方出身。元エイジアプロモーション所属。

## 略歴
原宿で、エイジアプロモーションにスカウトされ、芸能界入りを果たした。
2015年（平成27年）2月21日、小学校5年生の時に、岡香鈴・千葉泉恋・乃亜・鈴木伶奈と共に『第3回ニコ☆プチモデルオーディション』にてグランプリを受賞。同年4月号より同誌専属モデルとしてデビューを果たした。やがて現プロダクションへ所属する。
プチモ時代は、『ALGY』・『Lindsay』・『SISTER JENNI』のイメージモデルとしても活躍し、小学生の読者から大きな支持を集めていたが、同時に、経済力も重視する結婚観や、化粧水・乳液を使ったスキンケアについての発言などから、小学生離れしたJSモデルの代表的存在としてマスコミに取り上げられることがあった。
2017年（平成29年）4月22日、『ニコ☆プチ』（新潮社）同年6月号をもって、プチモを卒業した。
2017年（平成29年）4月30日、東京・有明ホールにて開催された『プチ☆コレ7』をもって、岩崎春果・大野みさき・西川茉佑・千葉泉恋・乃亜・石井香帆・庄司凜花と共に『ニコ☆プチ』（新潮社）専属モデルを卒業した。
2017年（平成29年）6月1日、中学校2年生の時に、nicola（新潮社）同年7月号より同誌専属モデルデビューを果たした。
そして、ニコラ専属モデルに進級した2017年に、ニコラは創刊20周年を迎えたが、これを記念する山手線中吊りポスターのメンバー8人に選ばれる。
「ニコラ東京開放日2019」で行われた、新高校2年生の専属モデル7人の卒業式で、これから最上級生となる黒坂は、代表して卒業モデルへメッセージを贈った。
ニコ㋲時代は、2代目nicola生徒会長・ニコラ学園ワイモバスマホ部の部員(第1期生)・レピピアルマリオのイメージモデルを務めた。
2020年（令和2年）4月1日、nicola（新潮社）同年5月号をもって、濵尾咲綺・白井杏奈・藤本林花美愛・多田成美・青井乃乃・草野星華と共に同誌専属モデルを卒業した。
同年、学業専念のため芸能活動休止。SNSも休止した。
また、2022年6月までに事務所プロフィールの削除も確認。芸能界引退とみられる。
2023年4月4日にInstagramを開設。

## 人物
- モデルになる前は、将棋教室に通っていた[5]。
- 白く、まっすぐと伸び、ニコラ進級時には股下80cmに達していた美脚が話題となった[8]。膝を黒くしないため、家の座敷で立ち上がるときは膝をつかない[11]。
- 地元青森の中学校に通学しながら、東京へ新幹線で通って、モデルの仕事をしていた[12]。車中の移動時間は勉強に充てていた[3]。
- 子供のころからの将来の夢は、小児科医であるが、モデルの仕事も楽しく、進路は思案中[12]。
- 好きな食べ物は、ジンギスカン[5]。

## 出演

### 映画
- あのコの、トリコ。（2018年10月5日）映画初出演[13][14][15]。
- L♥DK ひとつ屋根の下、「スキ」がふたつ。（2019年3月21日） - サヤカ 役[16][17]

### バラエティ
- 林先生が驚く初耳学!（2016年8月28日、MBS）[5]
- ノンストップ!（2017年7月17日、フジテレビ）[11]

### 広告
- ナルミヤ・インターナショナル リンジィ（2017年） - イメージモデル[18]
- アダストリア レピピアルマリオ（2019年） - イメージモデル[19]

## 書籍

### 雑誌
- ニコ☆プチ（2015年4月号 - 2017年6月号、新潮社） - 専属モデル[4][3]
- nicola（2017年7月号 - 2020年5月号、新潮社） - 専属モデル[8][20]